# Fernando Bonini
Fernando Antonio Bonini da Silva (Niterói, 17 de setembro de 1955 - Valinhos, 8 de outubro de 2005) foi um criador de histórias em quadrinhos brasileiro. Bonini se tornou conhecido por ter sido um dos principais desenhistas dos quadrinhos Disney de Zé Carioca e Urtigão.

## Biografia
Bonini começou sua carreira aos 15 anos na RGE como assistente de arte, onde Primaggio Mantovi era seu mentor, o orientando em desenhos de Recruta Zero e Sacarrolha. Se manteve como um dos principais desenhistas de O Sítio do Picapau Amarelo na RGE. Posteriormente saiu da RGE e prestou serviços para a Bloch Editores, onde publicou a tira do lutador chinês Miaka, publicada nas revista Punho de Aço e Mestre do Kung Fu da Marvel Comics.
No início dos anos 1980 trabalhou também na Grafipar de Curitiba, onde desenho quadrinhos eróticos e na Editora Vecchi do Rio de Janeiro, onde desenhou quadrinhos de onde desenhou diversas histórias de terror e humor negro, entre elas A Namorada do Julinho, que virou filme pela Lemúria Filmes. Trabalhou por apenas um mês no estúdio Start Desenhos Animados no ano de 1984.
Logo em seguida, Bonini foi contratado pela Abril Jovem para desenhar quadrinhos Disney, Sérgio Mallandro, Os Trapalhões, Moranguinho, entre outros. Trabalhou na Abril entre 1987 e 1998, quando o vício do álcool falou mais alto e Bonini largou tudo e se tornou um alcoólatra, chegando a virar sem-teto. Na década de 2000, trabalhou em revistas infantis da Editora Escala e em quadrinhos eróticos pela Editora Heavy Metal, em 2002, publicou o álbum Os Exterminadores Sem Futuro publicado pela Opera Graphica e em 2005, ilustrou o álbum Luciano, roteirizado por Primaggio Mantovi e publicado pela Via Lettera.
Além de assinar como Fernando Bonini, também usou os pseudônimos Fabs (início de carreira) e Sil.
Faleceu num sábado, dia 8 de outubro de 2005 de ataque cardíaco, tinha 50 anos de idade e foi enterrado em Valinhos, no interior do Estado de São Paulo, localidade que residia nos últimos anos.

## Obras
- Desenhou histórias para a Editora Vecchi nas revistas Sobrenatural (A Namorada do Julinho; Roupas do Outro Mundo;[5] O Melhor Pastel da Cidade)[6]
- Desenhou histórias eróticas para a Grafipar
- Para a Abril trabalhou nas publicações Gugu, Os Trapalhões, Urtigão, Recruta Zero e Sítio do Pica-Pau Amarelo
- Os Exterminadores Sem Futuro, Opera Graphica (2002)
- Álbum Luciano, escrito por Primaggio Mantovi, publicado pela Via Lettera